# 1949 Messina
1949 Messina eller 1936 NE är en asteroid i huvudbältet som upptäcktes den 8 juli 1936 av den sydafrikanske astronomen Cyril V. Jackson i Johannesburg. Den har fått sitt namn efter staden Messina i Sydafrika.
Asteroiden har en diameter på ungefär 3 kilometer.